# Rand Paul

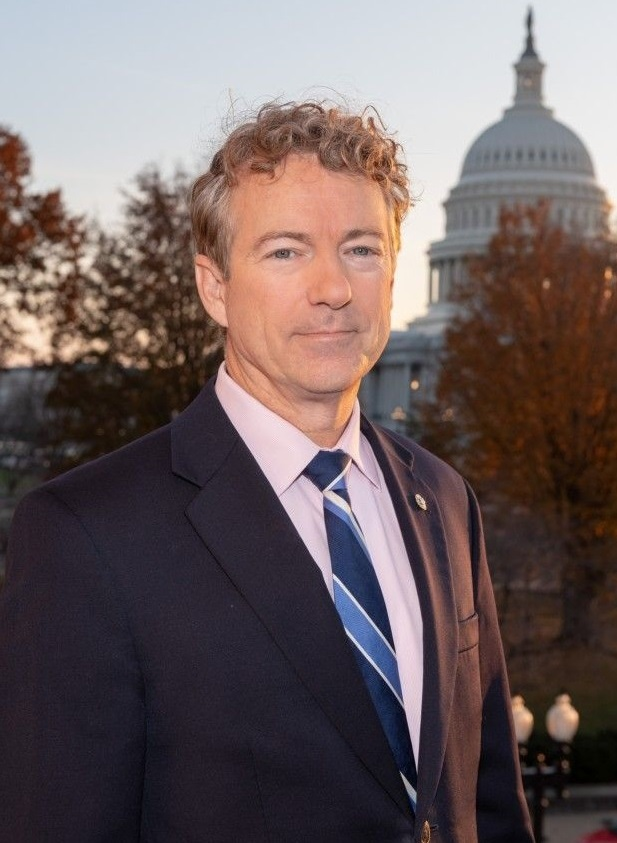
Rand Paul (2022)

Randal Howard „Rand“ Paul (* 7. Januar 1963 in Pittsburgh, Pennsylvania) ist ein US-amerikanischer Politiker der Republikanischen Partei. Seit Januar 2011 ist er Senator für Kentucky im Senat der Vereinigten Staaten.

## Werdegang
Rand Paul wurde 1963 als drittes von fünf Kindern des libertären Kongressabgeordneten und Präsidentschaftskandidaten Ron Paul und dessen Frau geboren. Die libertäre und objektivistische Schriftstellerin Ayn Rand, eine Bekannte des Vaters, diente dabei laut Paul nicht als Namenspatronin. Er wuchs in Lake Jackson, Texas auf. Paul besuchte die Baylor University und bis 1988 die medizinische Fakultät der Duke University, an der auch schon sein Vater sein Medizinstudium absolviert hatte. Von 1988 bis 1993 machte er eine Facharztausbildung in Augenheilkunde an der Augenklinik des Duke University Medical Centers. Nach seiner Zeit als Assistenzarzt zog er 1993 mit seiner Familie nach Bowling Green, Kentucky. Dort praktiziert er bis heute in eigener Praxis mit drei Angestellten. Er ist seit 1991 mit seiner Frau Kelley verheiratet und hat drei Söhne.
Paul gründete 1993 Kentucky Taxpayers United, eine Organisation, die sich zur Aufgabe machte, Wähler über die Einstellung von Politikern in Kentucky zu Steuer- und Ausgabenfragen zu informieren. Sie tritt für Steuersenkungen ein und versucht, Politiker zu sparsamer Haushaltspolitik zu bewegen. Paul trat vermehrt auf Veranstaltungen von Organisationen der Tea-Party-Bewegung auf. Deren Prinzip des „small government“, also das Ziel der deutlichen Rückführung der Aufgaben und Ausgaben des Staates auf nichts mehr als die Gewährleistung von innerer, äußerer und rechtlicher Sicherheit, teilt er.

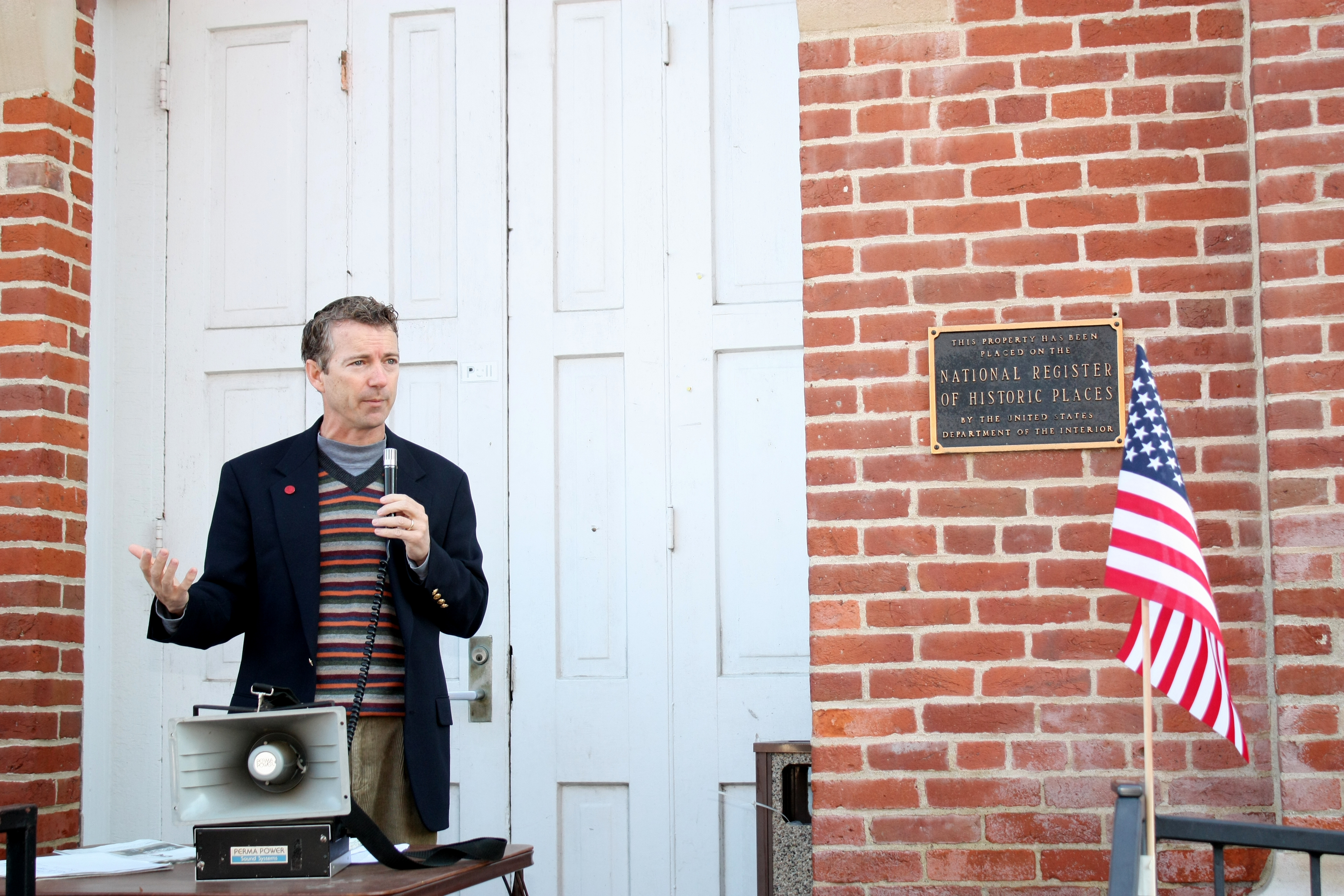
Rand Paul 2009 bei einer Rede vor Tea-Party-Anhängern

2009 verzichtete der bisherige Bundessenator aus Kentucky, Jim Bunning, wegen unzureichenden Spendenaufkommens auf eine erneute Kandidatur bei der Wahl zum Senat der Vereinigten Staaten im Jahr 2010. Rand Paul kündigte daraufhin an, für diesen Senatssitz zu kandidieren, den er dann dank der Unterstützung durch die Tea-Party-Bewegung bei der Wahl am 2. November 2010 mit 56 % der Wählerstimmen vor seinem demokratischen Konkurrenten Jack Conway, dem Attorney General des Bundesstaates Kentucky, gewann. Die Washington Post schrieb ihm im Februar 2014 die besten Chancen auf eine Nominierung als Präsidentschaftskandidat der Republikaner zu.
Am 7. April 2015 erklärte Paul, er wolle sich um die republikanische Kandidatur für die Präsidentschaftswahl 2016 bewerben. Bereits in den Monaten zuvor hatte es in US-Medien Spekulationen um ein Antreten des Senators gegeben. Um das zu ermöglichen und sich zugleich offenzuhalten, bei der gleichzeitig stattfindenden Wahl zum US-Senat 2016 sein Mandat zu verteidigen, änderte Paul den Vorwahlprozess der Republikaner in Kentucky für den US-Senat mittels einer 250.000 US-Dollar umfassenden Spende zu einem Caucus, ohne die es ihm nicht möglich gewesen wäre, bei beiden Wahlen anzutreten. Nachdem Paul lange als einer der Favoriten gehandelt worden war, sanken seine Umfragewerte in der Vorwahl im Lauf des Sommers 2015 deutlich in den niedrigen einstelligen Prozentbereich, sodass innerparteiliche Kritik an Paul aufkam mit der Forderung, er solle sich auf die Senatswahl konzentrieren, um nicht in einer dortigen Vorwahlherausforderung oder durch einen starken Gegenkandidaten diesen Sitz zu gefährden. Bei der im November 2015 stattfindenden Wahl für die höchsten Ämter des Bundesstaats Kentucky verloren allerdings die dortigen Demokraten auf breiter Front, unter anderem der bisherige State Auditor Mark Edelen, der zuvor als stärkster möglicher Gegenkandidat Pauls bei der Senatswahl gegolten hatte, nach seiner Niederlage ein Antreten ausschloss und Paul beste Chancen auf eine Wiederwahl bescheinigte. Nachdem er beim Caucus in Iowa 4,5 % der Stimmen erhalten hatte, stellte er am 3. Februar 2016 seine Kandidatur ein. Da er im November 2016 in seinem Amt als US-Senator bestätigt wurde, vertrat er auch für die nächsten sechs Jahre seinen Staat im US-Senat. Paul wurde auch 2022 wiedergewählt.

## Politische Positionen
Paul teilt viele, wenn auch nicht alle Positionen der Tea-Party-Bewegung und ist bekannt für seine libertären Ansichten. Nach Einschätzung der New York Times gehört er dem Paläolibertarismus an. So tritt er für eine strikte Beschränkung der Aufgaben des Staates und insbesondere der US-Bundesregierung ein („small government“, schlanker Staat) und befürwortet Steuersenkungen und Ausgabenbeschränkungen. In diesem Zusammenhang unterstützt Paul auch den „Read the Bills Act“, der erreichen will, dass sich die Politiker in Washington wieder intensiver mit den Gesetzestexten auseinandersetzen, indem ihnen pro 20 Seiten Gesetzestext ein Tag zum Lesen eingeräumt wird.
In einem Interview mit Glenn Beck hat er auf die Notwendigkeit hingewiesen, Wähler aus beiden Parteilagern (Demokraten und Republikaner) für die Ideen der Freiheit zu gewinnen. Im Kongress zählt Paul zum Tea Party Caucus, einem Netz populistischer Republikaner, das der Tea Party nahe steht.
Paul gehört jedoch zu den republikanischen Senatoren, die am wenigsten mit der ersten Trump-Administration stimmten. Er votierte im Senat nur in 69 % der Abstimmungen mit Trump, außer Susan Collins (66,9 %) stimmten alle republikanischen Senatoren häufiger mit Trump als Paul. Außerdem ist er mit 21,4 % der Republikaner im Senat, der im Laufe seiner Karriere am häufigsten von der Parteilinie abgewichen ist.

### Innenpolitik

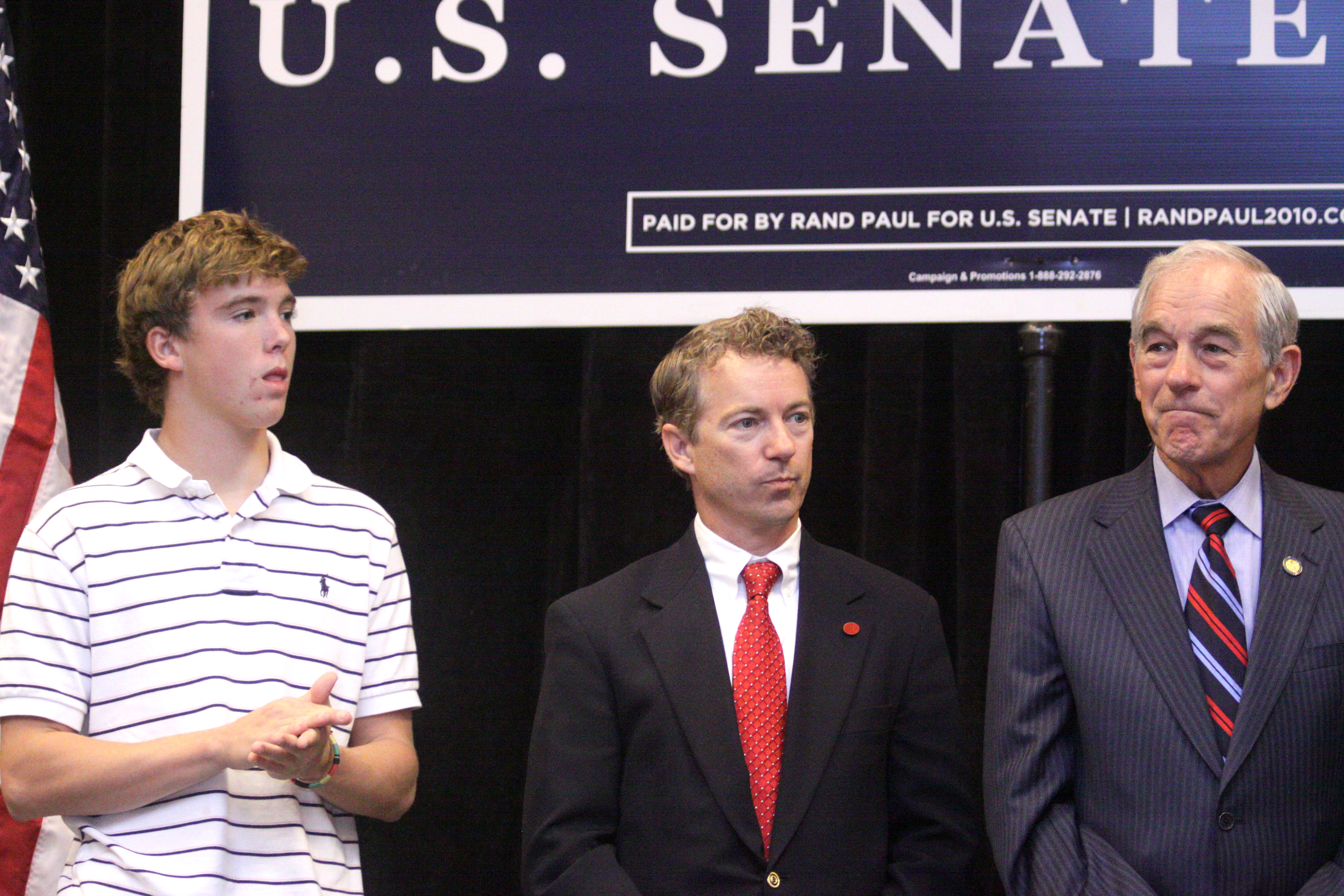
Rand Paul mit seinem Vater Ron und seinem Sohn Will bei einer Wahlkampfveranstaltung 2010

Im Unterschied zum Großteil der Tea-Party-Bewegung setzt sich Rand Paul dafür ein, illegalen Einwanderern die Einbürgerung zu ermöglichen. In den USA ist es nach geltender Gesetzeslage für illegal eingereiste Personen nicht möglich, die US-Staatsangehörigkeit zu erlangen.
Die Strafen für den Handel und Konsum illegaler Drogen hält Paul für zu hart und er befürwortet die Legalisierung von Marihuana zu medizinischen Zwecken.
Zudem setzt sich Paul dafür ein, ehemaligen Straftätern, die nicht wegen eines Gewaltverbrechens verurteilt worden sind, die Bürgerrechte, insbesondere das Wahlrecht, wieder zu gewähren und arbeitet hierbei auch mit kooperationsbereiten Abgeordneten der Demokratischen Partei zusammen wie etwa Harry Reid und Cory Booker.
Paul wendet sich gegen die insbesondere im Rahmen des Programm 1033 von der US-Bundesregierung vorangetriebene „Militarisierung“ örtlicher Polizeibehörden in den USA.
Paul ist der Todesstrafe gegenüber sehr skeptisch eingestellt, vertritt aber die Meinung, dass jeweils die einzelnen US-Bundesstaaten entscheiden müssen, ob die Todesstrafe noch zur Anwendung kommen soll.

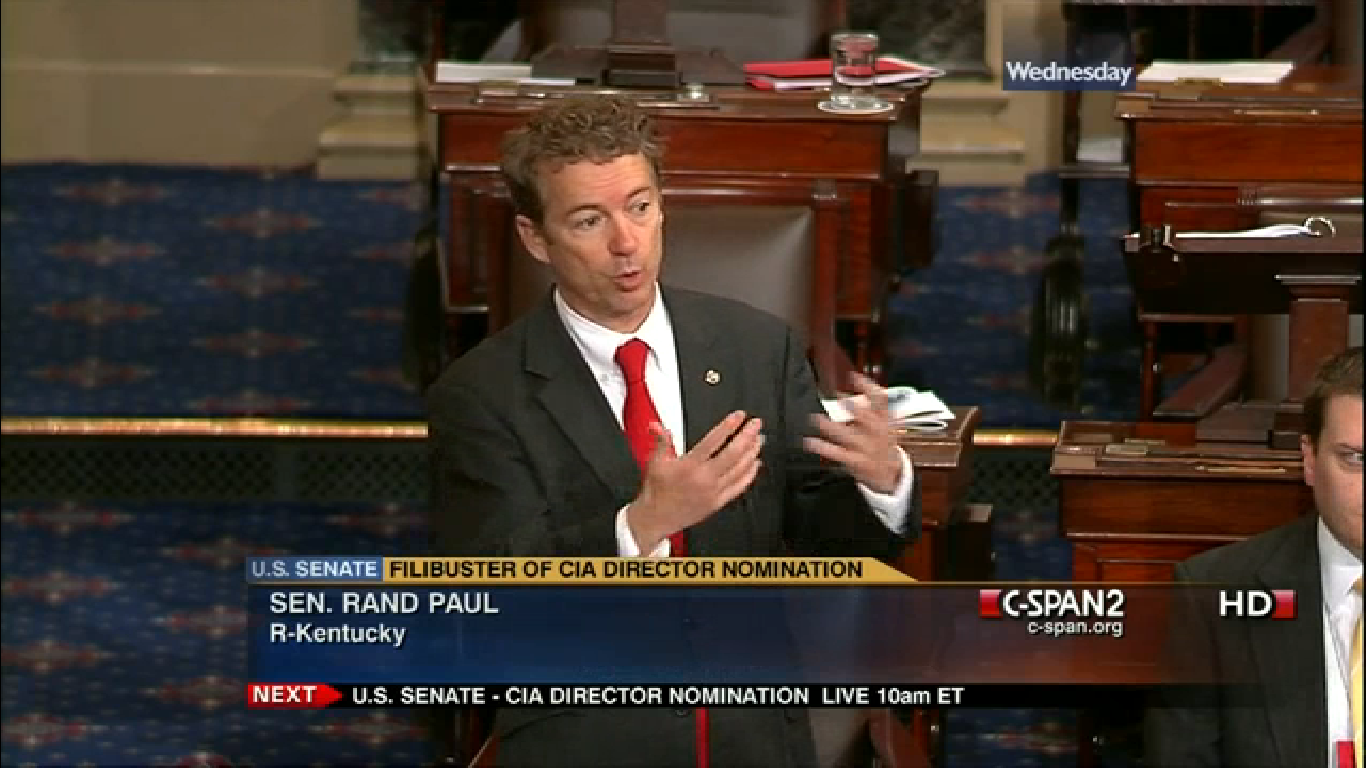
Rand Paul am 6. März 2013 während seiner Filibuster-Rede im Senat.

Aus Protest gegen die Ernennung von John O. Brennan als Direktor der CIA hielt Paul am 6. März 2013 eine 13-stündige Filibuster-Rede im Senat. Brennan war als Sicherheitsberater Obamas maßgeblich für den Drohnenkrieg mitverantwortlich gewesen. Paul wandte sich insbesondere dagegen, dass auch amerikanische Bürger durch Drohnenangriffe umgebracht werden dürfen, und befürchtete, dass dies sogar auf amerikanischem Boden geschehen könne. Der Wikileaks-Gründer Julian Assange sagte in diesem Zusammenhang, er sei ein großer Bewunderer Rand Pauls.
Unmittelbar nach seinem Vorwahlerfolg im Mai 2010 geriet Paul in die Kritik. In Interviews erklärte er, dass er zwar neun von zehn Teilen des Civil Rights Act of 1964, der Diskriminierung aufgrund von Rassezugehörigkeit, Geschlecht, Religion oder Nationalität für illegal erklärt, ausnahmslos zu unterstützen, aber den Teil, der privaten Unternehmen diese Diskriminierung untersagt, als unvereinbar mit den in der Verfassung festgehaltenen Grundrechten ansehe. Später veröffentlichte Paul eine Erklärung, jegliche Bestrebungen, den Civil Rights Act aufzuheben, nicht zu unterstützen.
Rand Paul klagte zusammen mit der Organisation FreedomWorks und 386.000 Unterstützern gegen die US-Bundesregierung wegen der seit 2006 stattfindenden Telefondatensammlung durch die NSA. Dabei erklärte er, dass er nicht grundsätzlich gegen die NSA oder gegen die Sammlung von Telefondaten sei, dass diese jedoch durch ein ordentliches, öffentlich verhandelndes Gericht genehmigt werden sollten, statt durch das bisher zuständige geheime Sondergericht.
Paul akzeptiert den Wissenschaftlichen Konsens zum Klimawandel nicht und spricht sich gegen Maßnahmen zum Klimaschutz aus.
Er kritisierte Corona-Schutzmaßnahmen scharf. Wiederholt äußerte er Skepsis an der Effektivität von Covid-19-Impfstoffen. So meinte er, dass sich Menschen mit natürlicher Immunität nicht mit einem Covid-19-Impfstoff impfen lassen sollten. Auch sprach er sich gegen die Impfung von Kindern und Jugendlichen aus.

### Außenpolitik
Rand Paul gilt wie sein Vater als „Anti-Interventionist“. So kritisierte er den Einmarsch in den Irak, sprach sich gegen eine Militärintervention in Libyen aus und war ein bedeutender Akteur in der Ablehnung einer US-Intervention im Bürgerkrieg in Syrien.
Paul vertritt die verfassungsrechtliche Position, dass der Präsident für jeden Militäreinsatz die Zustimmung des Kongresses benötigt.
Paul äußerte im Wahlkampf 2010, die USA sollten aus den Vereinten Nationen austreten.
Paul kritisierte Barack Obamas Militärhilfe an Ägypten und warf ihm vor, „Recht und Gesetz zu missachten“. Das Geld „solle lieber für Infrastrukturprojekte in den USA ausgegeben werden“.
Als Rand Paul 2017 bei einer Senats-Abstimmung den Beitritt Montenegros zur NATO behinderte, warf John McCain ihm vor, dass Paul damit für Putin arbeite.